# لورنس کوئنسی ممفورد

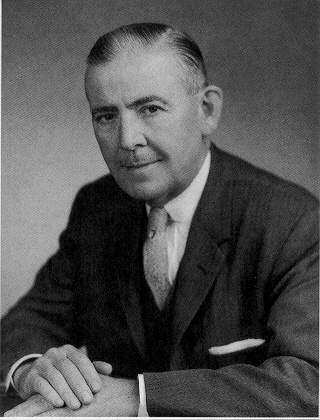
لورنس کوئنسی ممفورد

لورنس کوئنسی ممفورد (به انگلیسی: Lawrence Quincy Mumford) ( تولد : ۱۱ دسامبر ۱۹۰۳-مرگ :۱۵ آگوست ۱۹۸۲) یازدهمین کتابدار کتابخانه ملی کنگره آمریکا بود . وی از سال ۱۹۵۴ تا ۱۹۷۴ در این سمت بود .